# Tia Jackson
Tia Jackson (Salisbury, 21 aprile 1972) è un'ex cestista e allenatrice di pallacanestro statunitense, professionista nella WNBA.

## Carriera
È stata selezionata dalle Phoenix Mercury al secondo giro del Draft WNBA 1997 (9ª scelta assoluta).